# Szmuel Goder

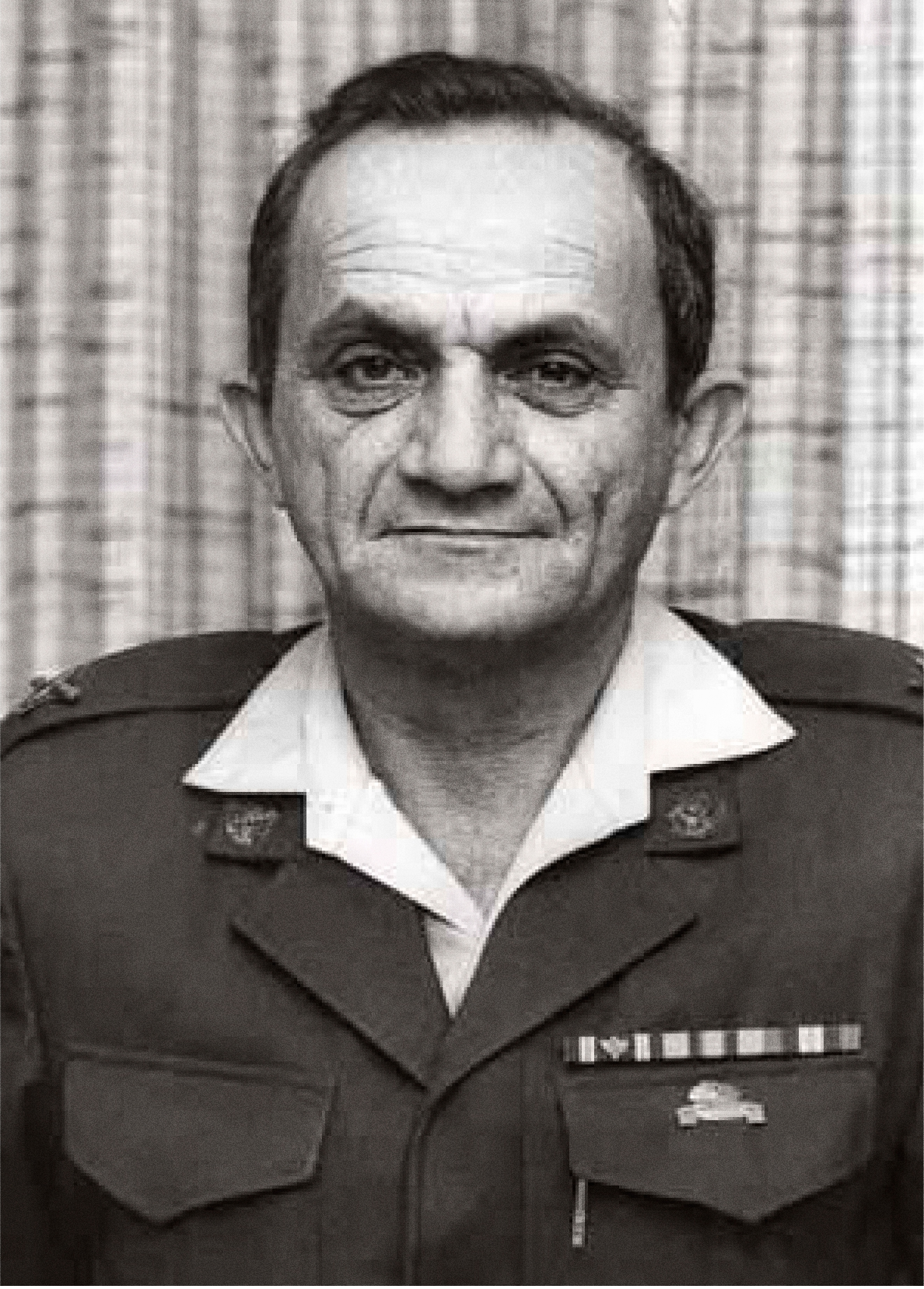
generał Szmuel Goder

Szmuel Goder, urodzony jako Gorodecki (ur. 1917 w Mikaszewiczach, gubernia mińska, zm. 7 lipca 1989) – izraelski generał brygady.
Ojciec Dawid był męskim krawcem, grał także na skrzypcach. Brat Szmuela, Salomon, odziedziczył po ojcu talent do gry na skrzypcach, w czasie pobytu w getcie (gdzie zmarł) był częścią "Orkiestry Śmierci"; matka Batia piekła ciasta na sprzedaż. Samuel był szóstym dzieckiem w rodzinie (z siedmiu). Wkrótce po jego narodzinach ojciec zginął podczas pogromu.
W młodości Szmuel komunizował, otrzymał za to dwuletni wyrok więzienia, wyszedł na wolność po zajęciu Białorusi przez Związek Radziecki w 1939. Został powołany do służby wojskowej, którą pełnił w Arktyce. Brał udział w wojnie radziecko-fińskiej. Po napaści Niemiec na ZSRR uczestniczył w obronie Leningradu. 
Po utworzeniu Wojska Polskiego pod rozkazami Berlinga został tam przeniesiony. W jego składzie uczestniczył w wyzwoleniu obozu koncentracyjnego na Majdanku, brał udział w wyzwoleniu Warszawy i w szturmie na Berlin, tam będąc w stopniu majora, pod płonącym Reichstagiem, wykonał sobie pamiątkowe zdjęcie. 

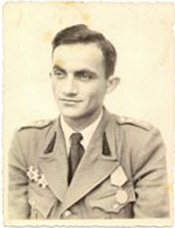
podczas służby w Wojsku Polskim

Podczas służby w Armii Czerwonej i Wojsku Polskim został udekorowany 22 radzieckimi i polskimi orderami i medalami, w tym Orderem Lenina.
Po wojnie pełnił służbę w Austrii jako komendant obozu dla przesiedleńców. W 1947 wyjechał do Palestyny.
W izraelskiej armii pełnił szereg odpowiedzialnych funkcji jako specjalista w zakresie artylerii. Brał udział w wojnach o niepodległość państwa izraelskiego i jej utrzymanie w obronie przed państwami arabskimi. W 1969 był w stopniu generała brygady przewodniczącym Wojskowego Sądu Apelacyjnego. Odszedł do rezerwy w 1974.
Zmarł 7 lipca 1989. Na jego cześć otwarto w Netanii "Centrum Godera" (izr. בית גודר).